# 메이사
메이사(Meissa)는 오리온자리에 있는 별로, 분광형 O의 거성이다. 바이어 명명법에 따르면 오리온자리 람다(λ Ori / λ Orionis)로 표기한다. 메이사는 콜린더 69성단(Collinder 69 star cluster)의 일원이기도 하다. 메이사는 겉보기 등급으로는 3.39의 평범한 별이지만, 실제 광도는 지금까지 관측된 별들 중 매우 밝은 편에 속하는 존재이다.
메이사는 쌍성으로, 짝별은 6등성이며 청백색 주계열성(B0.5 V)으로, 천구상에서 주성으로부터 4.4초 떨어져 있다.

## 어원
예전부터 불리던 명칭으로 메이사(Meissa) 또는 헤카(Heka)가 있다.
메이사는 아랍어 알마이산(Al-Maisan)에서 온 말로, '빛나는 존재'라는 뜻이다. '빛나는 존재'는 원래 쌍둥이자리 감마(알헤나)를 부르는 명칭이었으나, 언제부터인가 오리온자리 람다를 부르는 말로 바뀌었고 이후 굳어졌다.
헤카는 아랍어 알하카(Al Hakah)에서 온 말로, '흰 점'이라는 의미이다.